# Paul Christoph Hennings
Paul Christoph Hennings (Heide, 27 novembre 1841 – Berlino, 14 ottobre 1908) è stato un botanico e micologo tedesco.
Studiò le piante crittogame ed i funghi, come volontario, presso l'orto botanico. Anche se inizialmente le circostanze gli impedirono gli studi in quella disciplina, in seguito tornò a studiare scienze naturali e finalmente riuscì a diventare uno dei più importanti botanici della Germania. Era interessato a tutti i generi di piante, ma in particolare si specializzò in micologia e si interessò particolarmente alle specie tropicali estere.

## Biografia
Henning studio scienze naturali, nelle quali da giovane seguiva gli insegnamenti del botanico Ernst Ferdinand Nolte, volontario del Botanischer Garten der Christian-Albrechts-Universität zu Kiel.
Hennings lavorò nei servizi postali, a causa della seconda guerra dello Schleswig. Questo lavoro, che egli aborriva, lo costrinse a spostarsi in varie zone, fino a che si stabilì, nel 1867, in Hohenwestedt, dove rimase fino al 1874. 
Da quel momento insegnò presso la Scuola Agraria (in tedesco: Landwirtschaftsschule). Realizzò anche delle collezioni di piante essiccate e fu successore di August W. Eichler. Quando Eichler andò a lavorare presso l'Università di Berlino, lo invitò a raggiungerlo. 
Così poteva migliorare la sua capacità naturalistica diventando uno dei più importanti micologi del suo tempo, in particolare era uno specialista di funghi tropicali. Ebbe due figli da sua moglie Mathilde, che aveva sposato nel 1876. Nel 1907, si ammalò e il suo necrologista disse che era paralizzato e le sue energie erano così deboli che gli impedirono di scrivere e continuare il suo lavoro, infatti morì l'anno successivo, 1908.